# 真理大學

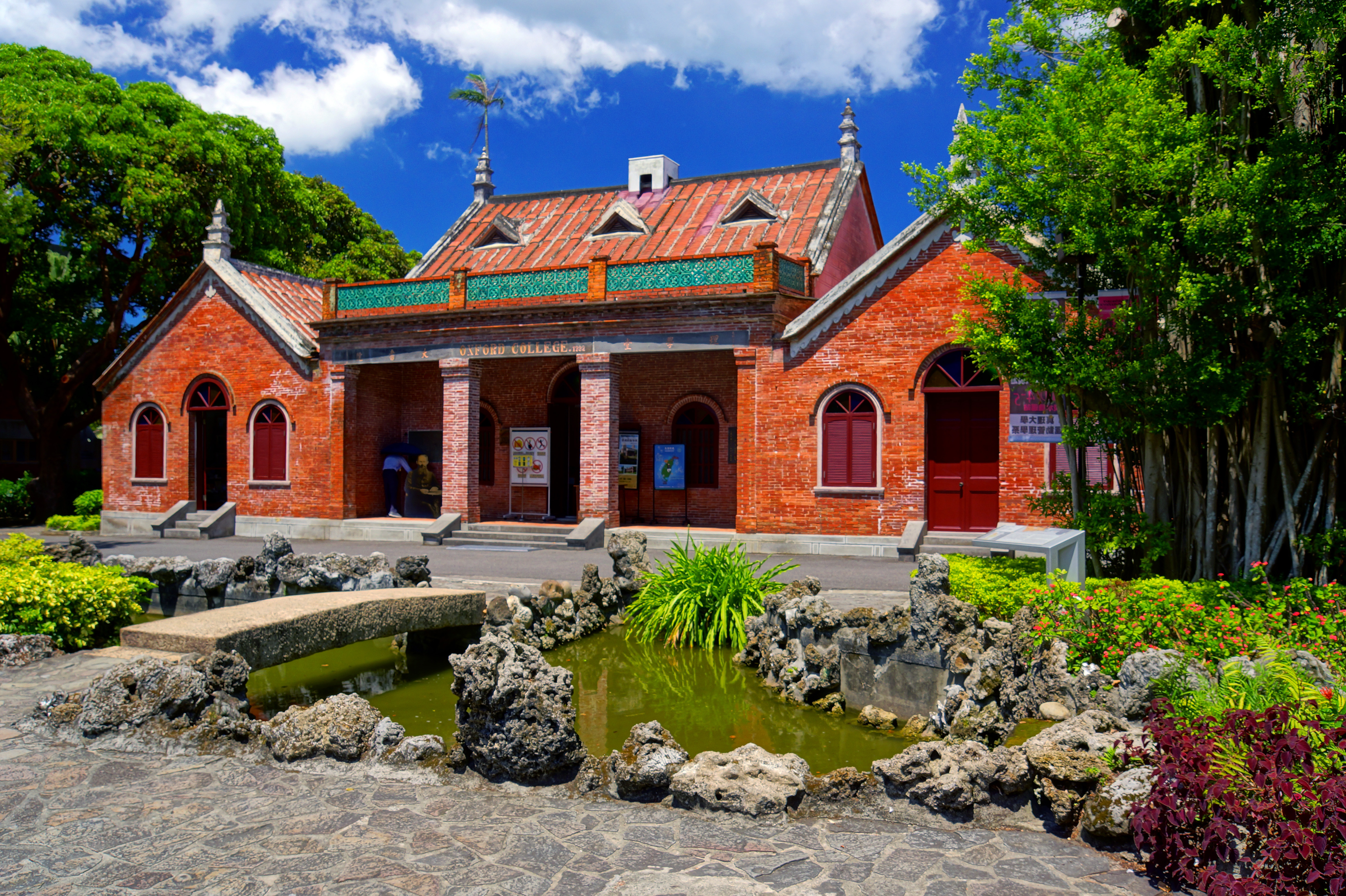
真理大學理學堂大書院

真理大學（Aletheia University），是一所在新北市淡水區私立大學，前身為淡水工商管理專科學校，是台灣教育史上第一所學院暨大學。校名來自希臘語之意。國外則有哈佛和耶魯以拉丁文的同義字veritas其為校訓。
該校具有悠久的校史，可追溯至1872年3月9日加拿大基督教長老教會宣教師馬偕登陸淡水，選定現址（今真理大學淡水校區）興建校舍，以作傳教、教育及醫療之用。1882年，校舍建成後，為感謝其家鄉安大略省牛津郡（Oxford County）居民的捐助，遂將其命名為Oxford College，中文譯為理學堂大書院（亦稱牛津學堂）。
1965年，在原址設立淡水工商管理專科學校。1994年改制為淡水工商管理學院。1999年获教育部核定正式改制為真理大學。真理大学另有台南麻豆校區，并設有人文、數理資訊、財經、管理、觀光休閒與運動等五個學院，內含財經、數理科學、法律、管理科學及人文科學等七個研究所暨宗教學系碩士班、二十八個學系。其兩个校區大學圖書館藏書量約為42.4萬冊，位居156所大學的前三十名，

## 沿革

### 奠基

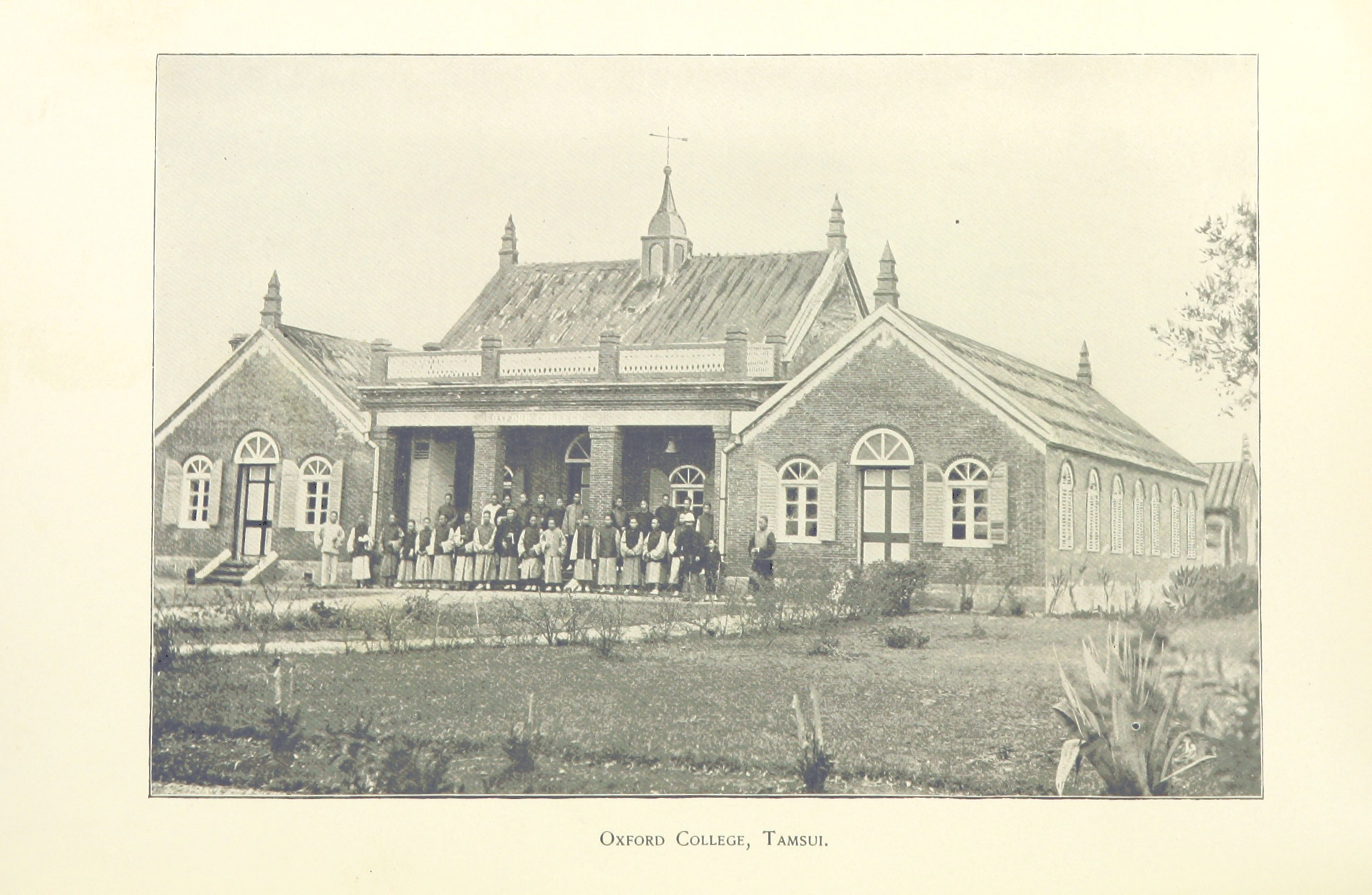
1912年的牛津學堂

1872年3月9日加拿大基督教長老教會傳教士馬偕博士（Rev. George Leslie Mackay）登陸於淡水，以砲台埔為其宣教根據地。除一方面展開傳教、醫療、農藝外，又利用其租住的寓所、野外，從事教學工作，歷時八載。1882年7月26日成立理學堂大書院。為感懷其故鄉加拿大牛津郡鄉親之盛情襄贊，英文乃命名為：Oxford College，後人稱之為牛津學堂。

### 成立
1959年2月14日籌設高等教育並期於日後興辦綜合大學為目標，推舉蔡培火先生為召集人，定校名為靈光理學院，並計畫開辦數學、生物、護理、家政及化學五學系。。
1965年成立淡水工商管理專科學校。為三年制男女兼收之專科學校兼辦五年制專科學校。
1994年改制為淡水工商管理學院。英文校名為Tamsui Oxford University College。設有工業管理學系、資訊管理學系、企業管理學系、國際貿易學系、會計學系、財務金融學系、財政稅務管理學系、觀光事業學系。
1995年增設外國語文學系、數學系、運動管理學系。
1996年位於台南麻豆的第二校區落成，設有資訊管理技術系、應用外語系、休閒遊憩事業技術系等二年制技術系，翌年開始招生。淡水校區增設宗教學系、資訊科學系。
1997年淡水校區增設台灣文學系（創系主任為張良澤）、應用日語學系、經濟學系。於淡水校區成立台灣文學資料館。
1998年淡水校區增設數理統計與精算學系、財經法律學系。
1999年改名真理大學。英文校名為Aletheia University。整合觀光事業學系、工業管理學系、企業管理學系、資訊管理學系、運動管理學系、管理科學研究所成立「管理學院」。整合財政稅務管理學系、經濟學系、財經法律學系成立「財經學院」；整合數理統計與精算學系、數學系、資訊科學系「數理資訊學院」；整合宗教學系應用外語系、應用日語學系、外國語文學系、台灣文學系成立「人文學院」。同年，財政稅務管理學系改名財政稅務學系。
2000年於淡水校區增設宗教學系碩士班、音樂應用學系。於麻豆校區增設休閒遊憩事業學系、餐旅管理學系。
2001年於淡水校區整合源管理學院之觀光事業學系、運動管理學系成立「觀光學院」，增設財經研究所碩士班、管理科學研究所碩士在職專班、航空服務管理學系。
2002年於麻豆校區增設台灣語言學系。
2003年於麻豆校區成立自然資源應用學系、應用英語學系、日本語文學系、知識經濟學系、科技管理學系、資訊商務學系、創新管理學系，並停招各日間部二年制技術系。
2004年台灣文學系南遷麻豆校區。
2005年於麻豆校區增設增設管理科學研究所，增設運動資訊傳播學系、運動事業學系、水上運動學系，並整合前項三系成立「運動知識學院」。
2006年水上運動學系改名水域運動休閒學系、外國語文學系改名為英美文學系、會計學系改名為會計資訊學系、數理統計與精算學系改名為統計與精算學系。
2007年於淡水校區增設觀光數位知識學系（隸屬觀光學院）及資訊科學系碩士班；英美文學系改名為英美語文學系。於麻豆校區增設休閒遊憩事業學系碩士班，停招台灣語言學系，知識經濟學系改名為知識管理學系。
2008年於淡水校區增設人文與資訊學系，宗教學系改名宗教文化與組織管理學系，資訊科學系改名資訊工程學系，工業管理學系改名為工業管理與經營資訊學系，運動事業學系改名運動事業經營學系。於麻豆校區整合休閒遊憩事業學系、餐旅管理學系、航空服務管理學系、自然資源應用學系等四系成立「休閒事業學院」。
2009年於麻豆校區「知識經濟學院」與淡水校區管理學院進行整併，仍稱管理學院。淡水校區觀光學院、麻豆校區休閒事業學院整併為「觀光休閒事業學院」。麻豆校區運動知識學院北移至淡水校區。
2010年於淡水校區數學系改名應用數學系，運動事業經營學系改名運動健康與休閒學系，財經法律學系改名法律學系；停招數理科學研究所，改招統計與精算學系碩士班；停招財經研究所，改招經濟學系財經碩士班；停招管理科學研究所，改招企業管理學系碩士班（含碩士在職專班）。於麻豆校區航空服務管理學系改名航空運輸管理學系，資訊商務學系改名為資訊應用學系；科技管理學系與創新管理學系合併為工商管理學系；台灣文學系、運動資訊傳播學系北移至淡水校區；停招知識管理學系，增設資訊應用學系碩士班。
2011年台北淡水校區正式定名台北校區、台南麻豆校區正式定名台南校區。自然資源應用學系改名生態觀光經營學系。航空服務管理學系改名航空運輸管理學系、運動事業經營學系改名運動健康與休閒學系。停招工商管理學系。
2012年台北校區觀光休閒事業學院與台南校區運動知識學院整併為觀光休閒與運動學院。台南校區應用英語學系、日本語文學系整併為應用外語學系（分設應用英語組、日本語文組）。停招資訊應用學系、水域運動休閒學系、生態觀光經營學系。
2013年台北校區增設增設觀光事業學系碩士班。
2015年台北校區統計與精算學系、應用數學學系合併為財務與精算學系，並分設財務資訊組、精算與保險經營組；數理資訊學院改名資訊與商業智慧學院；增設航空旅運管理進修學士學位學程、休閒產業暨海洋觀光進修學士學位學程。
於台南校區增設旅遊文化與健康產業學士學位學程、觀光暨服務產業學士學位學程。
2016年台南校區停招運動健康與休閒學系、旅遊文化與健康產業學士學位學程、觀光暨服務產業學士學位學程。
2017年7月下旬，真理大學傳出與馬偕醫學院、馬偕護專整併消息，將於2020年前併校並更名為馬偕大學，此消息已經馬偕醫學院校方證實為誤傳。
2018年臺北校區航空服務管理學系改名航空事業學系，並自觀光與休閒運動學院改隸資訊與商業智慧學院。
2019年臺北校區宗教文化與組織管理學系將改名宗教文化與資訊管理學系。台南校區舉辦最後一屆畢業典禮，將轉型為研究中心，校內僅剩研究生。
2021年管理學院、資訊與商業智慧學院，整併為管理與資訊學院。
2021年1月學測放榜考生學測推甄前，發生媒體報導真理大學南部研究中心台文館事件。
2022年5~7月下旬部分媒體於2022年註冊大學前夕，登載數篇以到國立真遠私校皆退場或稻德國真遠私校退場等聳動標題的文章為假訊息，真理大學澄清表示其實並未退場或走入歷史，財政亦沒有問題，校務正常運作中。
2023年3月6日於第76屆北部台灣基督長老教會大會上，基於諸多考量，通過馬偕學校財團法人（馬偕醫學院、馬偕醫護管理專科學校）與真理大學財團法人（真理大學）三校董事會合併案，並設立「法人合併推動小組」，執行往後相關流程與召開會議。目前真理大學未與該兩校進行併校，校務方面為獨立運作，未來能有各種校際之校務整合空間，即將併校之消息為部分媒體的猜測。

## 歷任校長
| 任別     | 任職時間                    | 姓名   | 備註       |
| -------- | --------------------------- | ------ | ---------- |
| 第一任   | 1965年~1971年               | 彭淑媛 |            |
| 第二任   | 1971年~2008年               | 葉能哲 |            |
| 第三任   | 2008年~2012年               | 吳銘達 |            |
| 第四任   | 2013年~ 2017年              | 林文昌 |            |
| 第五任   | 2018年~2024年8月30日        | 陳奇銘 | 董事會解聘 |
| （代理） | 2024年8月30日~2025年4月30日 | 李宜芳 | 教務長代理 |
| 第六任   | 2025年5月1日~               | 李宜芳 |            |

## 學校環境
真理大學現有兩處校區，台北校區位於新北市淡水區，佔地約9公頃。台南校區位於臺南市麻豆區，佔地約23公頃，共佔地約31公頃。

### 台北校區

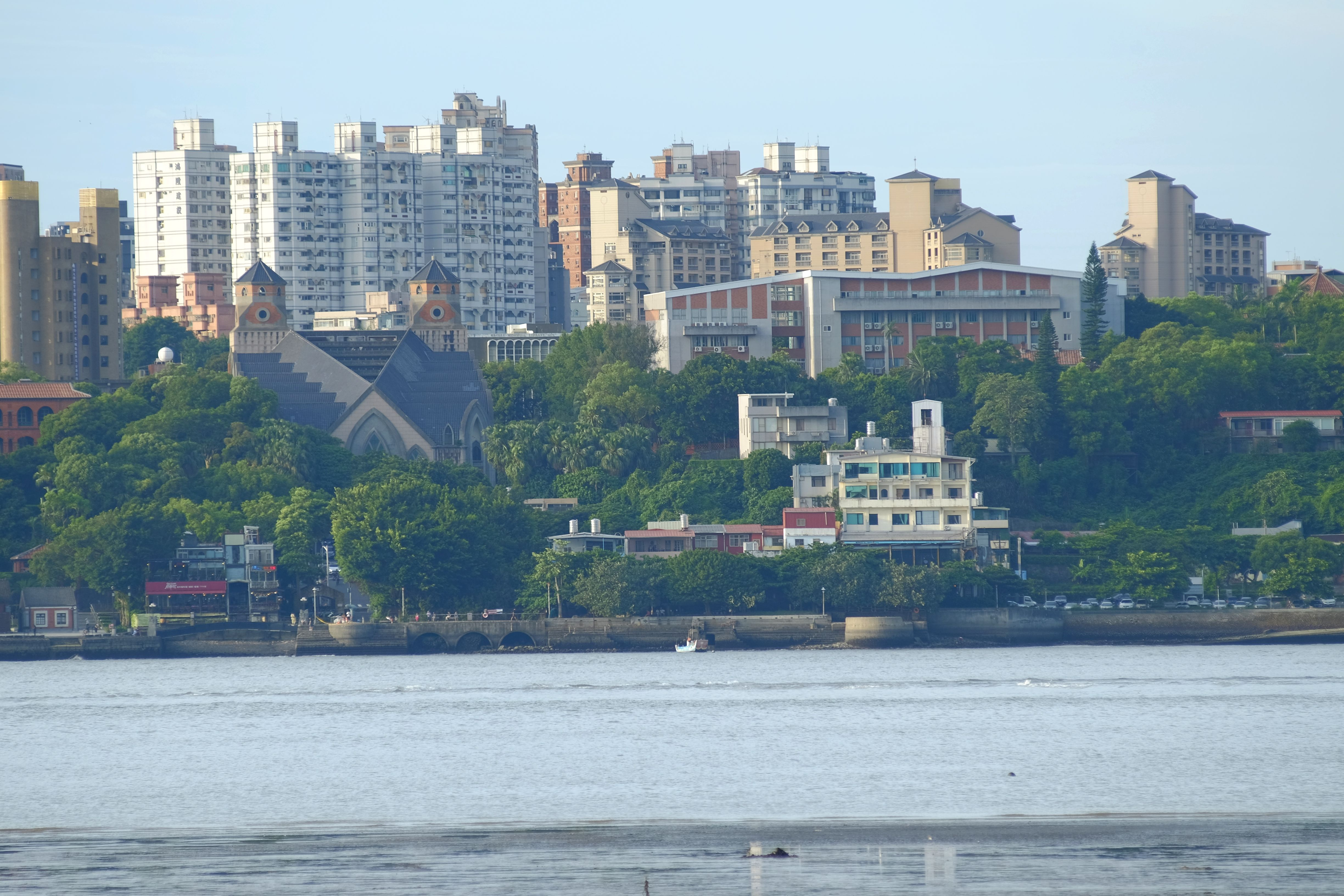
真理大學台北校區

馬偕故居：又稱小白宮，建於1875年，為馬偕博士所建的西班牙風格建築。馬偕故居在二次世界大戰時，教會曾設安樂家，以收留失依婦女，爾後成為淡江中學男生宿舍。戰後，偕叡廉再度回淡水居住於此至1952年止。1965年真理大學創校後，馬偕故居輾轉成為圖書館、實習旅館和學人招待所，而馬偕家族返台時也會下榻於此。2016年5月28日，真理大學在該建築內成立馬偕紀念館，內部陳設區分五大主題，包括教育、醫療、宣教、人權及關懷原住民等單元。有關馬偕的個人物品是從牛津學堂史蹟館移過來，其他文物則從淡水長老教會及其他教會借來展示。至於配合教育、醫療、宣教、人權及原住民等主題，則以輸出照片簡介展示。2020年後校方因新冠肺炎疫情影響決定關閉紀念館，並不對外開放民眾參觀。
理學堂大書院：建於1882年，是台灣最早的理學堂，現為真理大學校史館（本館）所在。
位於理學堂大書院中，定期展出馬偕所持物，及播放被原住民討厭反抗到其被接受的過程影片，意旨在紀念偕叡理的創學理念：「寧願燒盡，不願鏽壞。」
教士會館：建於1875年，為馬偕博士所設計的西班牙風格建築，其時用作宣教師宿舍，近代作為前校長公館，現已規劃為真理大學教士會館，作為紀念在台宣教士之用外，也提供餐飲，文化導覽，藝文空間等服務。
紅樓：建於1906年，共有兩座。二者皆為吳威廉牧師所建的半西班牙風格建築。前者曾為女宣教師宿舍，所以別稱姑娘樓，現作為校長辦公室。後者則設有半地下室，其時用作車庫，也曾為吳威廉及明有德等人的宿舍，現為辦公空間。
大禮拜堂：

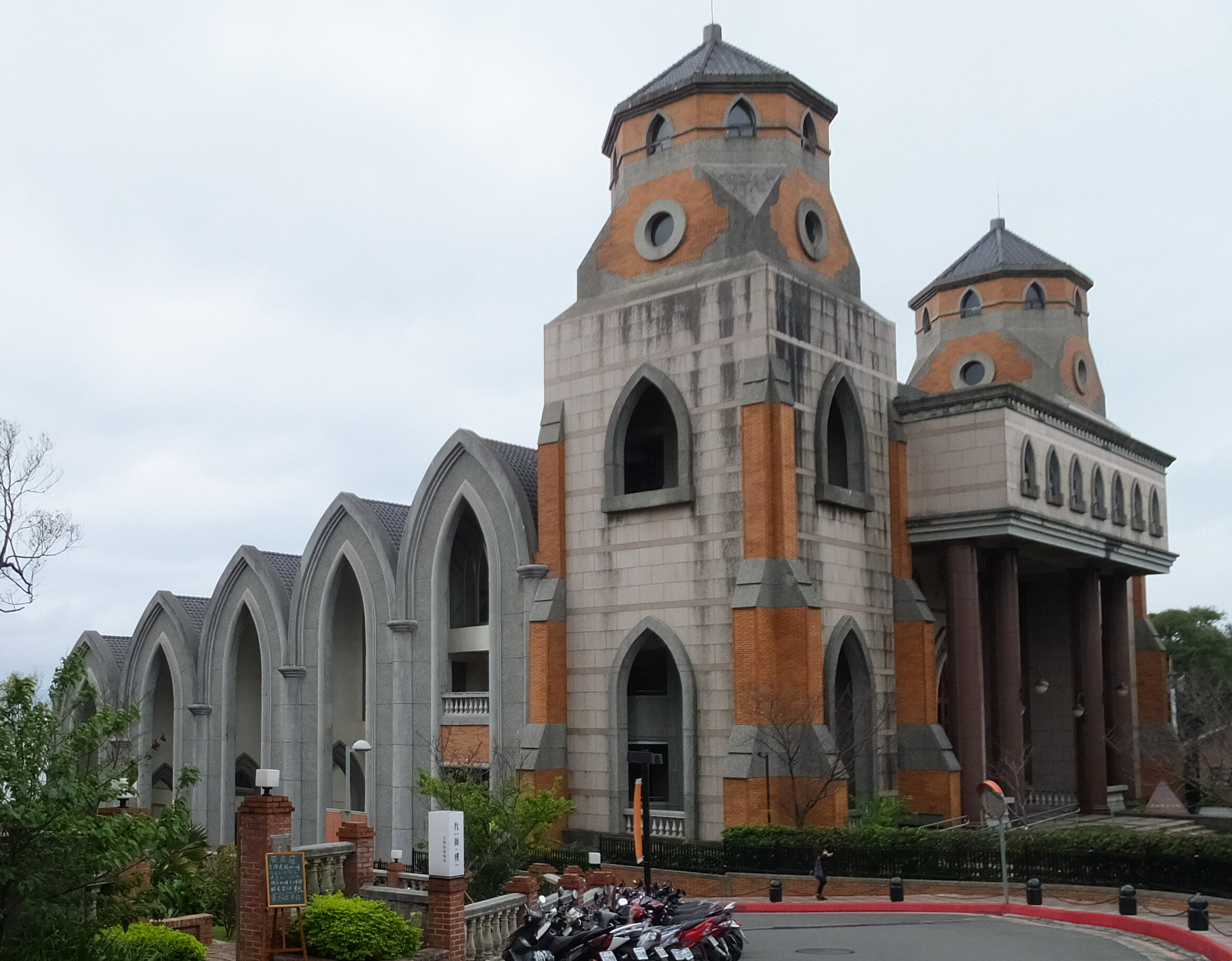
大禮拜堂

建於1997年，共設10層（包括地下及屋頂部份）。當中，大禮拜堂可容納最多約1500人，小禮拜堂則可容納最多約180人，而階梯教室可容納最多約160人。大禮拜堂也設有由荷蘭管風琴廠佩爾斯（PELS & VAN LEEUWEN）以手工製造的巨型管風琴，是台灣最高兼為首台設有32呎音管的管風琴。它的外部採用哥德式的設計風格，而內部則以傳統設計為本，以配合上述禮拜堂的建築設計。它與周邊建築共同組成具有古蹟風貌的建築群。

### 台南校區
1996年，台南校區在臺南縣麻豆鎮（今臺南市麻豆區）成立，1997年正式開校。台南校區的教學大樓、運動場、學生宿舍、台灣文學資料館和實習旅館等設施，自1995年起相繼完成。通識教育大樓和室內體育館分別於2004年及2005年完工，後者備有籃球場、游泳池、網球場和排球場等康樂及體育設施，以改善校區的學習環境及活動空間。對於少子化，前校長吳銘達曾在2014年表示將進行北移計畫，但因台南市賴清德市長強力慰留與多元教育在地服務扎根之教育理念，未來台南校區將轉型為創新研究發展技能與學術中心。

## 教學單位

### 台北校區
| 人文學院 | 宗教文化與資訊管理學系暨碩士班 | 人文與資訊學系 | 音樂應用學系 演奏教學組 行政管理組 |
| 人文學院 | 應用日語學系                   |                |                                    |

| 觀光休閒與運動學院 | 觀光事業學系暨碩士班 | 運動管理學系暨碩士班 | 運動資訊傳播學系 |

| 管理與資訊學院 | 資訊管理學系(114學年停招) | 企業管理學系暨碩士班                       | 航空事業學系 |
| 管理與資訊學院 | 資訊工程學系暨碩士班      | 財務與精算學系 財務資訊組 精算與保險經營組 |              |

| 財經學院 | 財務金融學系       | 經濟學系暨碩士班 | 法律學系暨碩士班 |
| 財經學院 | 國際經營與貿易學系 |                  |                  |

| 通識教育中心 | 教學行政組 | 藝文企劃組 |  |

| 體育教育中心 | 體育教學組 | 行政活動暨設施組 |  |

## 大學排名
真理大學歷年來在世界大學網路排名均有上榜，且世界總影響排名多位於1000~3000名之間，贏過國立高雄大學、國立宜蘭大學、國立金門大學、臺北市立大學、國立體育大學等許多國立學校，詳細請參考如下：
- 2017年1月由西班牙網路計量研究中心網路實驗室發表之世界大學網路排名 （页面存档备份，存于），12000多所學術單位中，真理大學排名世界第2342名。

- 2016年1月由西班牙網路計量研究中心網路實驗室發表之世界大學網路排名 （页面存档备份，存于），12000多所學術單位中，真理大學排名世界第1983名。

- 2014年1月由西班牙網路計量研究中心網路實驗室發表之世界大學網路排名 （页面存档备份，存于），11,997多所學術單位中，真理大學排名世界第2281名。

- 2014年1月由西班牙網路計量研究中心網路實驗室發表之世界大學網路排名 （页面存档备份，存于），11,997多所學術單位中，真理大學排名世界第2281名。

- 2013年1月由西班牙網路計量研究中心網路實驗室發表之世界大學網路排名 （页面存档备份，存于），21,250多所學術單位中，真理大學排名世界第1804名。

- 2012年1月由西班牙網路計量研究中心網路實驗室發表之世界大學網路排名 （页面存档备份，存于），20,000多所研究與學術單位中，真理大學排名世界第2833名。

- 2011年1月由西班牙網路計量研究中心網路實驗室發表之世界大學網路排名 （页面存档备份，存于），12,000多所研究與學術單位中，真理大學排名世界第1073名。

- 2010年7月由西班牙網路計量研究中心網路實驗室發表之世界大學網路排名 （页面存档备份，存于），12,000多所研究與學術單位中，真理大學排名世界第1691名。

- 2010年1月由西班牙網路計量研究中心網路實驗室發表之世界大學網路排名 （页面存档备份，存于），8,000多所研究與學術單位中，真理大學排名世界第1593名。

- 2009年8月由西班牙網路計量研究中心網路實驗室發表之世界大學網路排名 （页面存档备份，存于），6000多所學術單位中，真理大學排名世界第1635名。

## 歷年日間部師生比及新生註冊率
- 112學年度日間部各學制學生人數約3,270，專任老師人數197，日間部師生比16.6（學生數/老師數）。[22]

真理大學歷年註冊率:
- 106學年度新生註冊率63.36%
- 107學年度新生註冊率82.61%。
- 108學年度新生註冊率84.58%。
- 109學年度新生註冊率83.92%。
- 110學年度新生註冊率65.08%。
- 111學年度新生註冊率46.27%。
- 112學年度新生註冊率25.73%。
- 113學年度新生註冊率

30.49%
- 欲了解各學校整體註冊率，請前往教育部特設網站查詢。請留意，每間學校有其獨特的經營策略和多元化各種收入，不宜僅以新生註冊率來判斷學校經營狀況與方針。

## 外部連結
- 官方网站（繁體中文）
- 真理大學台南校區（繁體中文）
- 真理大學的Facebook專頁
- 馬偕紀念館的Facebook專頁
- 真理大學校史簡介 （页面存档备份，存于）（繁體中文）
- 真理大學國際事務中心 （页面存档备份，存于）（繁體中文）
- 台灣基督宗教大學校院聯盟 （页面存档备份，存于）（繁體中文）
- 馬偕紀念館 粉絲團 （页面存档备份，存于）（繁體中文）